# Adrenaline (Kris Kross Amsterdam, Ronnie Flex & Zoë Tauran)
Adrenaline is een lied van het Nederlandse dj-trio Kris Kross Amsterdam, de Nederlandse rapper Ronnie Flex en de Nederlandse zangeres Zoë Tauran. Het werd in 2022 als single uitgebracht en stond in 2023 als twaalfde track op het titelloze debuutalbum van Tauran.

## Achtergrond
Adrenaline is geschreven door Maggie Reilly, Stuart Mackillop en Peter Risavy en geproduceerd door Kris Kross Amsterdam, Project Money en Brahim Fouradi. Het is een nummer uit het genre nederpop. Het lied is een bewerking van het nummer Everytime We Touch van Cascada uit 2006 (wat zelf ook een cover is van het gelijknamige lied van Maggie Reilly uit 1992) en het bevat een sample van Ronnie Flex' en Frenna's lied Energie uit 2016. Het nummer gaat over het opgewerkte gevoel dat een geliefde aan de liedverteller geeft als diegene de ander ziet en met de ander is. Het nummer werd bij radiozender Qmusic uitgeroepen tot Alarmschijf. In november 2022 brachten de artiesten ook een "slow jam"-versie van het lied uit. De single heeft in Nederland de platina status.
Voor de videoclip werd televisieprogramma Mini-playbackshow nagedaan. Hiervoor deed ook de oud-presentator van dat programma, Henny Huisman, mee. Henny Huisman is de oom van twee van de drie dj's van Kris Kross Amsterdam, Jordy en Sander Huisman. Verder is, naast de artiesten zelf en kinderen die de artiesten playbacken, ook radio-dj Bram Krikke en youtuber Stefan de Vries te zien, evenals het karakter Bulletje. Het nummer ging viraal op mediaplatform TikTok, mede doordat er daar een "lipsync challange" bij het lied rondging.
Het is de eerste keer dat de artiesten met z'n vijven op een lied samenwerken. Kris Kross Amsterdam en Ronnie Flex deden dit wel al eerder samen, namelijk op Alles wat ik mis. Tauran en Ronnie Flex herhaalden de samenwerking in 2024 op Alles op gevoel.

## Hitnoteringen
De artiesten hadden succes met het lied in de hitlijsten van het Nederlands taalgebied. Het piekte op de zesde plaats van zowel de Nederlandse Single Top 100 als de Nederlandse Top 40. Het stond 52 weken in de Single Top 100 en achttien weken in de Top 40. De piekpositie in de Vlaamse Ultratop 50 was de achtste plaats in de 24 weken dat het in deze lijst stond.